# 孟沙
孟沙是馬來西亞吉隆坡市中心西南部的一個區域，距離吉隆坡市中心約四公里。孟沙在數十年來都是吉隆坡著名的高尚住宅區，擁有坐落在市中心與交通發達的地點優勢。孟沙約有5萬人口，本地人口組成為馬來人約61%，華人約24%，印度人約15%，另也受外派商務人士及家庭的青睞，外籍人士比例甚高。在90年代至21世紀初，孟沙因為服裝品牌、夜店及外籍人士的聚集，而有馬來西亞蘭桂坊之美譽，雖然如今夜店及時尚咖啡廳依然佇立在孟沙一帶，但吉隆坡其他新發展之郊區也湧現相似的夜生活區域，因此在21世紀後，較少當地人如此形容孟沙。

## 歷史

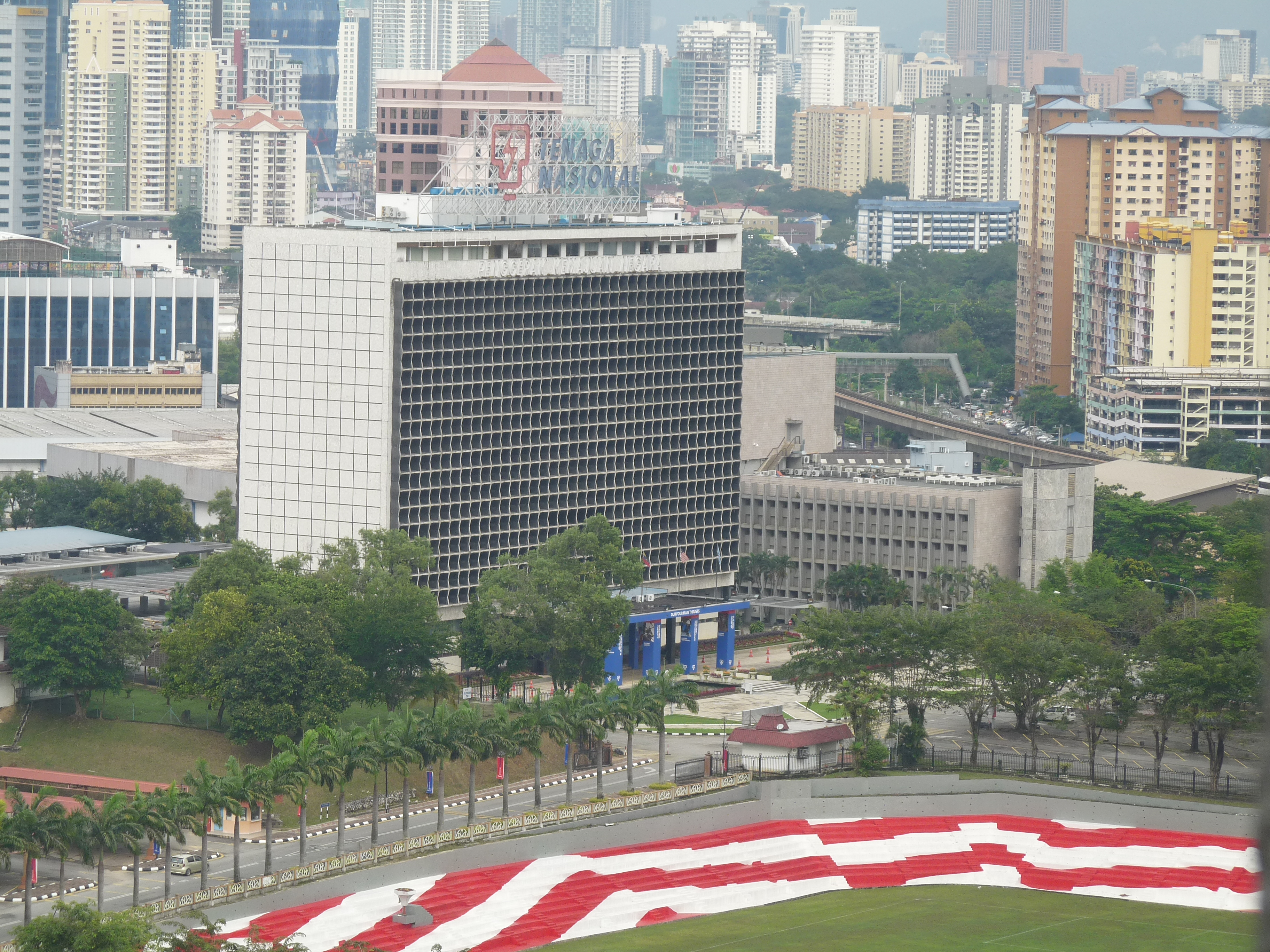
國家能源公司（TnB），是最早進駐孟沙的馬來西亞國營企業之一

20世紀初，當時的馬來亞仍在英國的殖民之下，因全球對於汽車的需求增加，逐漸取代馬車成為人們出行的主要工具，對用於製作輪胎的橡膠需求增加，總部設在英國倫敦的吉隆坡橡膠有限公司(Kuala Lumpur Rubber Co. Ltd.，簡稱KLR)於1906年5月19日成立，同時在開闢這塊鄰近吉隆坡市中心的熱帶雨林，開始種植起橡膠樹。該橡膠園以吉隆坡橡膠有限公司第一批董事會成員-愛德華·邦奇（Edouard Bunge）及比利時裔的阿爾弗雷德·格里薩爾(Alfred Grisar)之姓，稱為“Bunge-Grisar橡膠園”，後來縮寫為“Bungsar”，之後再演變成今日的“Bangsar”。
因地理優勢，許多政府部門、國營公司（如：馬來亞鐵道公司（KTMB）、國家能源公司（TnB）、馬來西亞電訊公司（Telekom Malaysia）等）和私人企業（如：中國報、新海峽時報、福士偉根、聯合利華等）陸續相中孟沙位於吉隆坡郊外的地理優勢及便宜的地價，紛紛在此設立公司總部及員工宿舍。如1949年成立的中央電力委員會（Central Electricity Board）曾在孟沙設立供電量高達26.5直到1969年，孟沙的其中一塊區域—Bangsar Park被發展成為當地第一個住宅項目起，孟沙就逐漸從以往勞工階級為主的土地，在短短幾十年內，搖身一變成為吉隆坡主要的高級住宅區，在80起，更是成為時尚、美食及上流社會的代名詞

## 地理

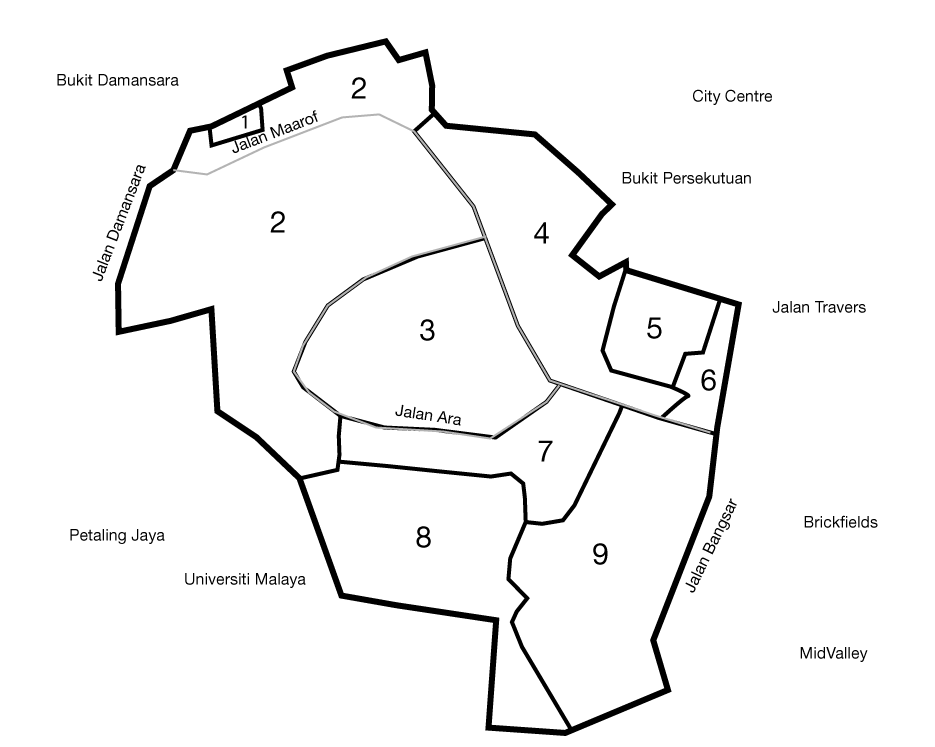
孟沙地域图

孟沙共分為9大區域，靠近孟沙路（Jalan Bangsar）的區域包含班底嶺（Pantai Hills）、孟沙裡（Off Jalan Bangsar）、孟沙峇魯（Bangsar Baru）及武吉孟沙（Bukit Bangsar）等。沿著馬洛夫路（Jalan Maarof）上坡，即為幸運花園（Lucky Garden）、孟沙公園（Bangsar Park）、武吉班達拉也（Bukit Bandaraya）等，當地房產的價位也隨著山坡的高度一樣，越往上爬，價位越高。此外马来亚大学和孟沙南城/班底达南则为孟沙的外围区。

## 商業

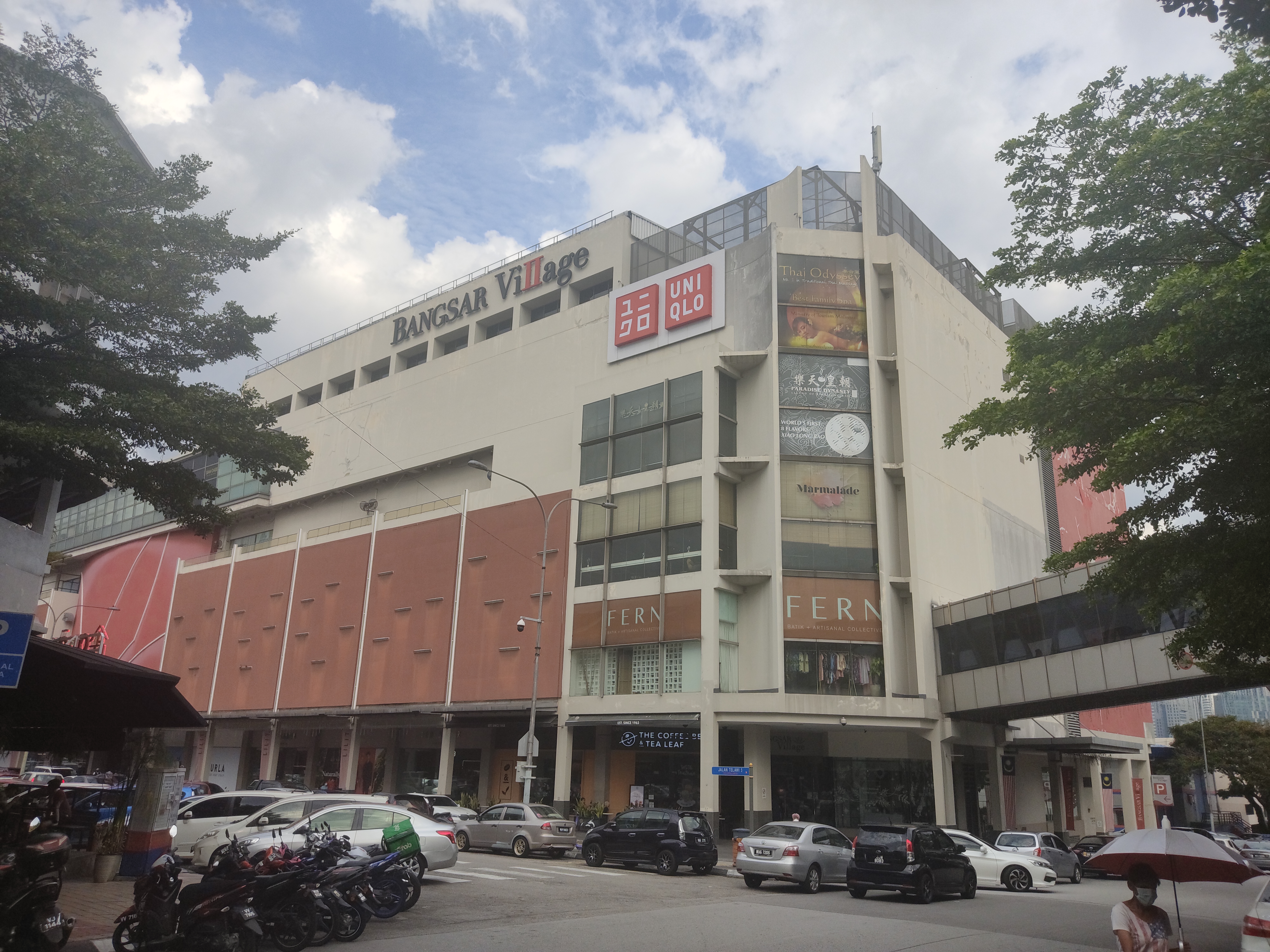
孟沙村購物中心（Bangsar Shopping Village）外觀

經過多年的發展及當地居民較高的收入水平，孟沙一帶擁有完善的設施及蓬勃的商業活動，社區內共設有2家購物中心，分別為孟沙購物中心（Bangsar Shopping Centre）及孟沙村購物中心（Bangsar Shopping Village），這兩家社區型的購物中心分別有電影院、健身中心、生鮮超市、餐飲、國際精品服飾品牌等進駐。在特拉維路（Jalan Telawi）、幸運花園（Lucky Garden）及孟沙峇魯(Bangsar Baru)一帶也有許多咖啡廳、服飾、酒吧等商店，生活機能良好。除了傳統的商業區外，當地許多面向大馬路的洋房也被改造成為零售店面、餐廳、診所及汽車、家具展示中心。隨著當地的地價抬升，在上世紀50-70年代進駐孟沙的廠房也開始逐漸撤離，並轉型更改用途，APW Bangsar為成功轉型的案例之一，這座面積達七萬平方公尺的舊印刷廠已成功轉型為咖啡館、創意市集聚集的場所，成為吉隆坡主要的文創園區之一。
孟沙內部也有數家國際型的酒店進駐，其中五星級國際酒店有雅高酒店集团（Accor Hotels）旗下的鉑爾曼吉隆坡孟沙酒店 (Pullman Kuala Lumpur Bangsar)及凱悅酒店集團（Hyatt Hotels Corporation）阿麗拉孟沙酒店（Alila Bangsar）。

## 美食

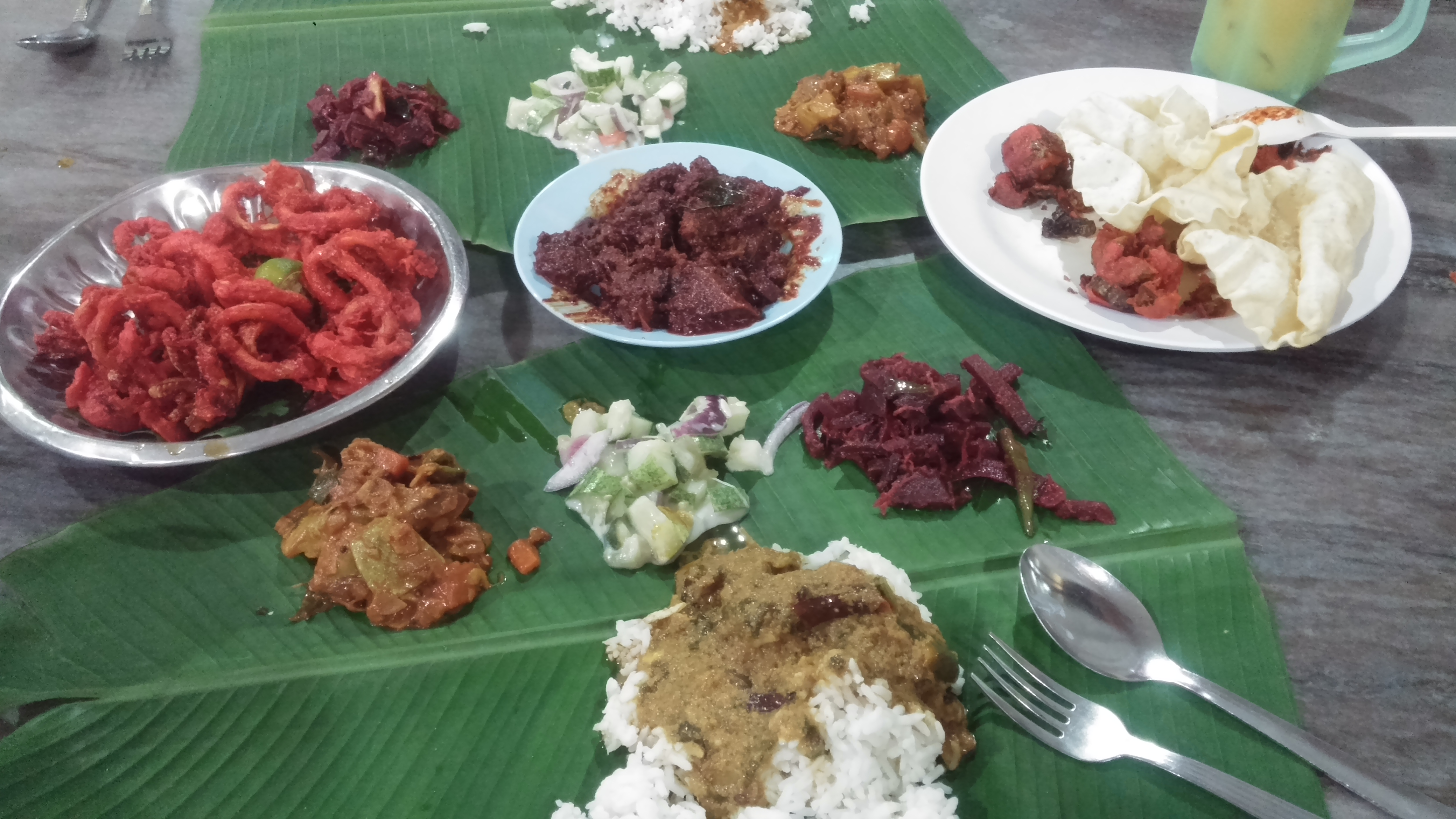
孟沙著名的蕉葉飯

因當地外籍人士眾多且消費力高，孟沙擁有多家中高檔外國餐廳分佈，其中以西式及日式餐廳佔據多，當地也有為數不少的酒吧和咖啡廳密布。其中，把米飯及印度咖哩盛在香蕉葉上的蕉葉飯更是孟沙的特產，每年吸引許多國內外遊客前來嘗試，加上夜生活豐富，孟沙的商業區在每天任何時段都有一定的人潮，因此當地有許多營業24小時的印度蕉葉飯分佈，成為孟沙的特色之一。

## 醫療
孟沙第一家醫院為1900年代設立的孟沙醫院（Bangsar Hospital），又稱歐洲醫院（European Hospital），位於孟沙路的末端，這所醫院成立之初，主要服務當地的富裕人士，目前該醫院已轉型為馬來西亞衛生部旗下研究流行病醫學的主要機構——Institut Kesihatan Umum，以另一種形態為大眾服務。1974年開業的班台醫學中心（Pantai Medical Centre）是當地第一所私人醫院，馬來亞大學醫藥中心（University of Malaya Medical Centre）亦位於孟沙的外圍。當地也有多家私人診所及藥局分佈。

## 交通

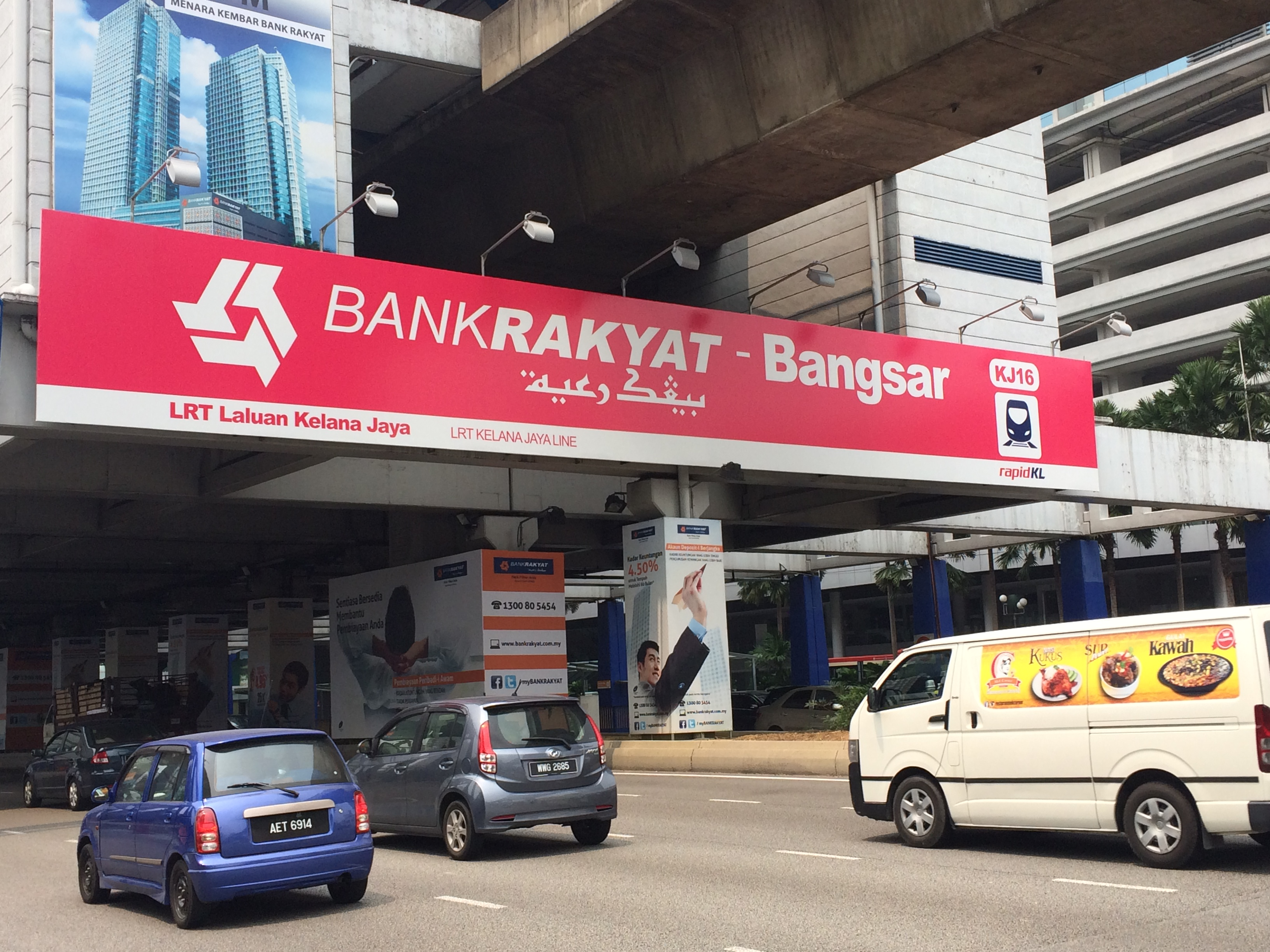
孟沙站外觀

孟沙一帶交通發達，距離吉隆坡市中心僅四公里，毗鄰吉隆坡中央車站(KL Sentral)、谷中城（Mid Valley）、八打靈再也（Petaling Jaya）等地，格拉那再也線的高架橋分隔了孟沙主要道路的來回車道，一根根舉行柱子聳立於道路的分隔道，每個幾分鐘就有輕快鐵列車經過，成為孟沙一帶的鮮明地標。此外加影线的白沙罗市中心站也设有接驳巴士穿梭孟沙。

### 鐵路
2 巴生港线及5 格拉那再也綫皆有行經孟沙及周圍的社區，並設立多個車站。
| 車站編號  | 車站名稱     | 原文名         | 車站服務                  |
| --------- | ------------ | -------------- | ------------------------- |
| KJ16      | 孟沙站       | Bangsar        | 5 格拉那再也綫            |
| KD01 KJ17 | 阿都拉胡坤站 | Abdullah Hukum | 2 巴生港线 5 格拉那再也綫 |
| KJ18      | 格靈芝站     | Kerinchi       | 5 格拉那再也綫            |
| KJ19      | 大學站       | Universiti     | 5 格拉那再也綫            |
| KD02      | 廣播大廈站   | Angkasapuri    | 2 巴生港线                |

### 公路
孟沙路（Jalan Bangsar）及馬洛夫路(Jalan Maarof)為連接孟沙的主要道路，此外，亦有聯邦大道（Federal Highway）、新班底大道(NPE)、西部疏散大道(SPRINT)、八打靈再也-孟沙高架天橋（PJ-Bangsar Bypass）等多條道路連接巴生谷其他區域。雖然孟沙的人口密度較低，但因為這裡商業活動蓬勃，加上許多國內外機構進駐，以及鐵路車站通常設置在外圍地區，而非孟沙中心的商業地帶，因此交通阻塞的情況經常發生。